# Asseidade
Asseidade (do latim a se, "por si") ou aseidade (forma não-preferível) é atributo divino essencial e fundamental, que consiste precisamente em derivar sua existência de si mesmo, ou, identicamente, existir por si próprio, sem qualquer nexo exigível ou necessário de causalidade e efetividade, e vem a ser, na compreensão teológica, prerrogativa exclusiva de Deus, em razão do que é um dos atributos incomunicáveis.